# Makoto Arai
Makoto Arai (* 27. Juni 1950 in der Präfektur Niigata) ist ein japanischer Rechtswissenschaftler und Hochschullehrer an der Chūō-Universität.

## Leben und Werk
Arai studierte Rechtswissenschaften an der Keiō-Universität, wo er 1975 seinen Master of Laws erwarb. Anschließend ging er als wissenschaftlicher Mitarbeiter an die Universität München. Dort wurde er 1979 unter Betreuung von Sten Gagnér zum Dr. iur. promoviert. Parallel dazu schloss er 1980 sein Doktorstudium an der Keiō-Universität ab. Von 1991 bis 1993 war er Stipendiat der Alexander-von-Humboldt-Stiftung. 2006 erhielt er den Humboldt-Forschungspreis, 2010 das Bundesverdienstkreuz 1. Klasse.
Arai war langjährig Professor an der Universität Tsukuba und für zehn Jahre Dekan der dortigen Law School, bevor er 2011 auf seine jetzige Position als Professor an der Chūō-Universität wechselte. Er ist unter anderem Mitglied der International Academy of Estate and Trust Law und des Deutschen Betreuungsgerichtstages, Präsident der Japanischen Gesellschaft für das Recht der Erwachsenenvormundschaft und Direktor der Japanischen Gesellschaft für Treuhandrecht. Seine Forschungsschwerpunkte liegen vor allem im Vermögensrecht, dem Recht von Trust und Treuhand, dem Erwachsenenschutzrecht und dem Sozialrecht.

## Werke (Auswahl)
- Die Übernahme des Rechtsgeschäftsbegriffs ins japanische Zivilgesetzbuch unter besonderer Berücksichtigung der Entstehung der Vorschriften. Universitätsverlag, München 1979 (Dissertation).
- Sintakuho [Trustrecht]. 3. Auflage. Yuhikaku, Tokio 2008 (japanisch).